# Assassinato de Júlio César
Júlio César, o ditador romano, foi assassinado por um grupo de senadores nos Idos de Março (15 de março) do ano 44 a.C. durante uma reunião do Senado na Cúria de Pompeu do Teatro de Pompeu em Roma.
Durante o episódio, que também ficou conhecido como cesaricídio, os senadores esfaquearam César 23 vezes e alegaram estar agindo sob o temor de que a concentração de poder sem precedentes que César estava promovendo durante a sua ditadura estava minando as bases da República Romana, sendo que apresentaram o feito como um ato de tiranicídio.
Pelo menos 60 senadores participaram da conspiração, liderada por Marco Júnio Bruto e Caio Cássio Longino. Apesar da morte de César, os conspiradores não conseguiram restaurar as instituições da República. As ramificações do assassinato levaram à Guerra Civil dos Libertadores e, finalmente, ao período do Principado do Império Romano.

## Causas

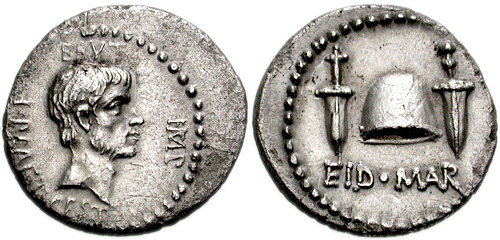
Denário retratando Brutus (anverso), cunhado em 43- O reverso mostra um píleo entre duas adagas, com a legenda EID MAR, comemorando o assassinato.

César serviu à República por oito anos nas Guerras da Gália, conquistando totalmente a região da Gália (área aproximadamente equivalente à França dos dias modernos). Depois que o Senado Romano exigiu que César dissolvesse seu exército e voltasse para casa como um civil, ele se recusou, cruzando o Rubicão com seu exército e mergulhando Roma na Segunda Guerra Civil da República em 49 a.C. Depois de derrotar a oposição, César foi nomeado ditador perpétuo no início de 44 a.C. O historiador romano Tito Lívio descreve três incidentes que ocorreram de 45 a 44 a.C. como as causas finais do assassinato de César – as "três últimas gotas" para alguns romanos.
O primeiro incidente ocorreu em dezembro de 45 a.C. ou possivelmente no início de 44 a.C. De acordo com o historiador romano Dião Cássio, depois que o Senado votou para conceder um grande grupo de honras a César, eles decidiram apresentá-las a ele formalmente e marcharam como uma delegação senatorial ao Templo da Vênus Genetrix. Quando eles chegaram, a etiqueta exigia que César se levantasse para cumprimentar os senadores, mas ele não se levantou. Ele também brincou com as notícias, dizendo que suas honras deveriam ser reduzidas em vez de aumentadas. O historiador romano Suetônio escreveu (quase 150 anos depois) que César não se levantou no templo porque foi contido pelo cônsul Lúcio Cornélio Balbo ou porque recusou a sugestão de que deveria se levantar. Independentemente do raciocínio, ao rejeitar praticamente um presente senatorial e não reconhecer a presença da delegação com a etiqueta adequada, César deu a forte impressão de que não se importava mais com o Senado.

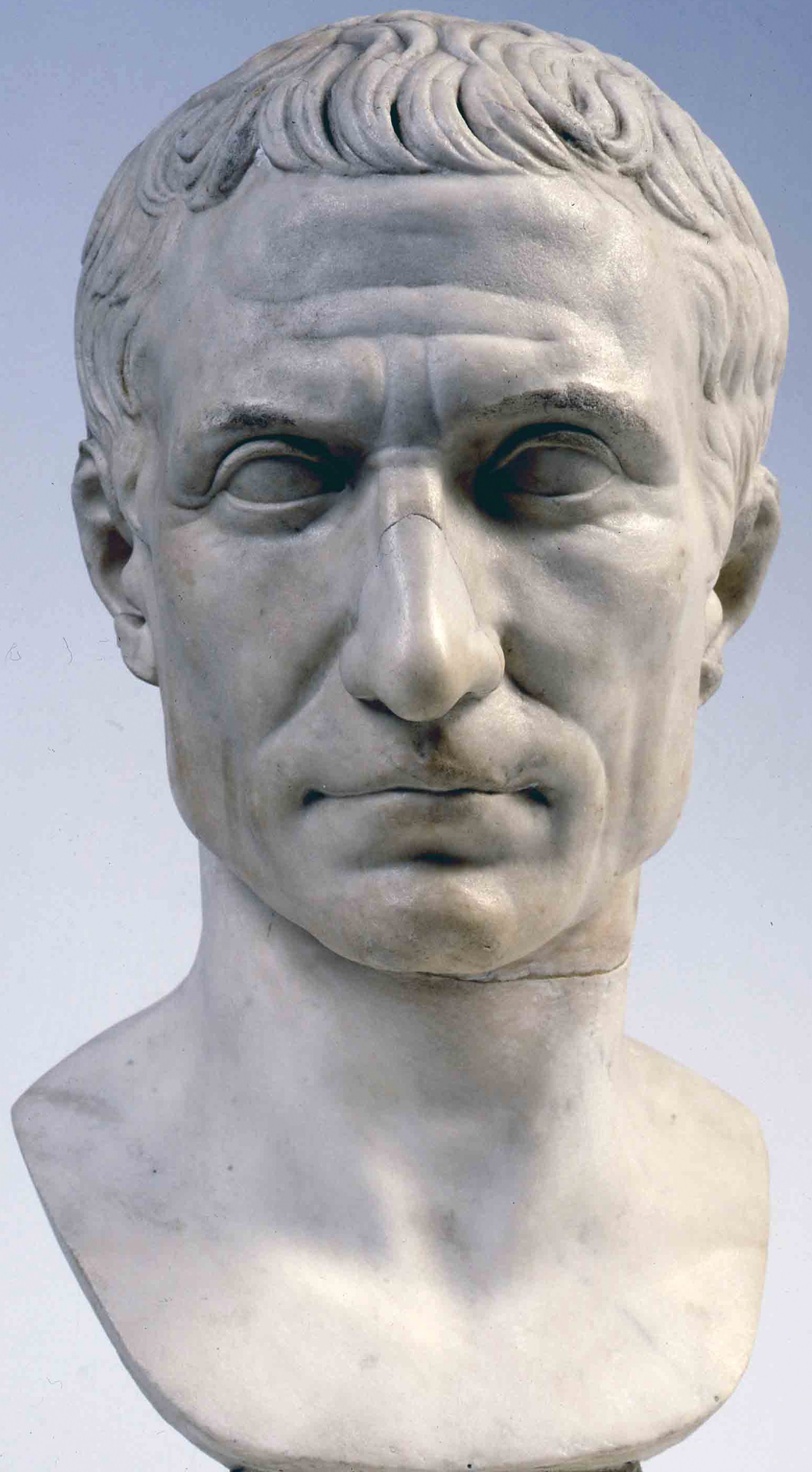
Busto de Júlio César, retrato póstumo em mármore, 44–, Museu Pio-Clementino, Museus Vaticanos

O segundo incidente ocorreu em 44 a.C. Um dia, em janeiro, os tribunos Caio Epídio Márulo e Lúcio Cesécio Flavo descobriram um diadema na cabeça da estátua de César na Rostra no Fórum Romano. De acordo com Suetônio, os tribunos ordenaram que a coroa fosse removida, pois era um símbolo de Júpiter e da realeza. Ninguém sabia quem havia colocado o diadema, mas César suspeitou que os tribunos haviam providenciado o seu aparecimento para que tivessem a honra de removê-lo. As coisas pioraram pouco depois, no dia 26, quando César estava cavalgando para Roma pela Via Ápia. Alguns membros da multidão o saudaram como rex ("rei"), ao que César respondeu: "Eu não sou Rex, mas César" ("Non sum Rex, sed Caesar"). Este foi um jogo de palavras; "Rex" era um nome de família e também um título em latim. Márulo e Flavo, os tribunos acima mencionados, não acharam graça e ordenaram que o homem que primeiro gritou "Rex" fosse preso. Em uma reunião posterior do Senado, César acusou os tribunos de tentarem criar oposição a ele, os destituiu como membros do Senado. A plebe romana levava seus tribunos a sério como representantes do povo comum; as ações de César contra os tribunos colocaram-no do lado errado da opinião pública.
O terceiro incidente ocorreu na festa da Lupercália, no dia 15 de fevereiro de 44 a.C. Marco Antônio, que havia sido eleito cocônsul com César, subiu na Rostra e colocou um diadema na cabeça de César, dizendo: "O Povo dá isso a você por meu intermédio." Enquanto alguns membros da multidão aplaudiam, a maioria respondeu com silêncio. César removeu o diadema de sua cabeça; Antônio o colocou novamente, apenas para obter a mesma resposta da multidão. Finalmente, César a colocou de lado para usar como um sacrifício a Júpiter Ótimo Máximo. "Apenas Júpiter dos romanos é rei", disse César, que recebeu uma resposta entusiástica da multidão. Na época, muitos acreditavam que a rejeição do diadema por César era uma maneira que ele encontrou para testar se tinha apoio público suficiente para se tornar rei, sendo que o desprezaram por isso.
De acordo com Suetônio, o assassinato de César ocorreu principalmente devido a preocupações de que ele desejava se coroar rei de Roma. Essas preocupações foram exacerbadas pelas "três últimas gotas" de 45 e 44 a.C. Em apenas alguns meses, César desrespeitou o Senado, removeu os tribunos do povo e brincou com a monarquia. Em fevereiro, a conspiração que causou seu assassinato estava nascendo.

## Conspiração

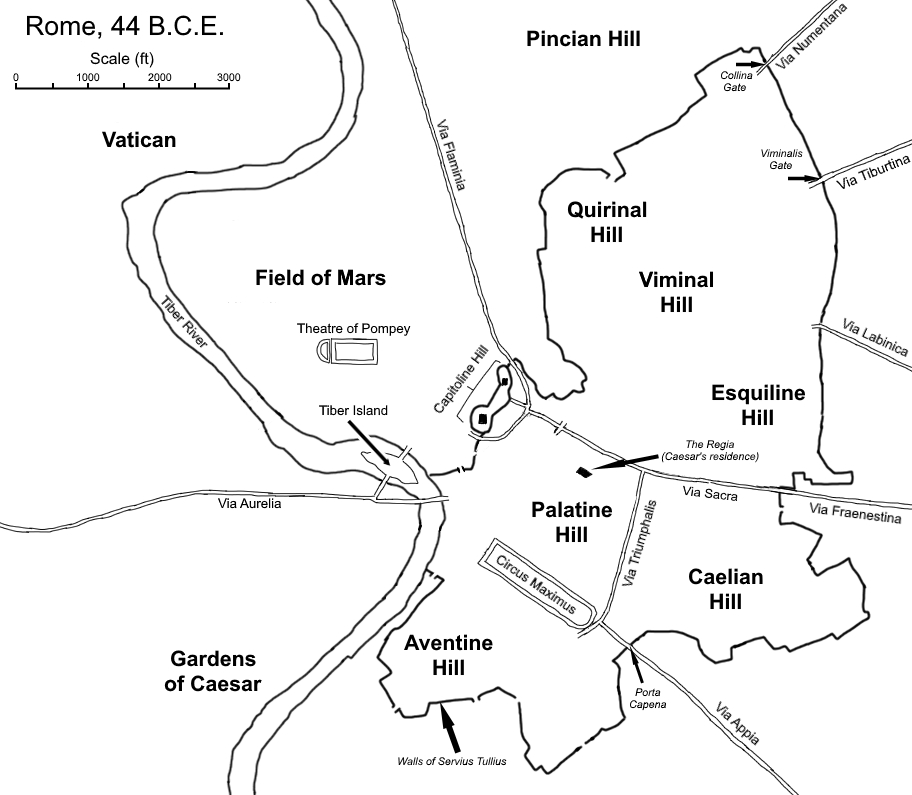
Mapa da cidade de Roma em

A conspiração para assassinar Júlio César começou com um encontro entre Cássio Longino e seu cunhado Marco Bruto na noite de 22 de fevereiro de 44 a.C., quando, após alguma discussão, os dois concordaram que algo precisava ser feito para evitar que César se tornasse rei dos romanos.
Os dois homens começaram então a recrutar outros. Embora fosse necessário apenas um homem, Bruto acreditava que, para que o assassinato de César fosse considerado uma remoção legítima de um tirano, feito para o bem de seu país, ele deveria incluir um grande número de líderes de Roma. Eles tentaram encontrar um equilíbrio: tinham como objetivo recrutar homens suficientes para cercar César e lutar contra seus partidários, mas não tantos que corressem o risco de serem descobertos. Eles preferiam amigos a conhecidos e não recrutavam nem jovens imprudentes nem idosos fracos. No final, os conspiradores recrutaram senadores com quase 40 anos de idade, assim como eles. Os homens avaliaram cada recruta em potencial com perguntas aparentemente inocentes. As fontes antigas relatam que, no final, cerca de sessenta a oitenta conspiradores se juntaram à trama, embora o último número possa ser um erro de escriba.
Conspiradores notáveis incluíam Pacúvio Labeo, que respondeu afirmativamente em 2 de março, quando Bruto perguntou-lhe se era sábio um homem colocar-se em perigo se isso significasse vencer homens maus ou tolos; Décimo Bruto, que se juntou em 7 de março após ser abordado por Labeo e Cássio; Caio Trebônio, Lúcio Tílio Cimbro, Lúcio Minúcio Básilo, e os irmãos Casca (Públio e outro cujo nome é desconhecido), todos homens das próprias fileiras de César; e Pôncio Aquila, que havia sido humilhado pessoalmente por César. De acordo com Nicolau de Damasco, os conspiradores incluíam soldados, oficiais e associados civis de César e, enquanto alguns se juntaram à conspiração devido a preocupações com o autoritarismo de César, muitos outros tinham motivos de interesse próprio, como ciúme: o sentimento de que César não havia recompensado eles o suficiente ou que ele havia dado muito dinheiro para os antigos apoiadores de Pompeu. Os conspiradores não se encontraram abertamente, mas secretamente reunidos nas casas uns dos outros e em pequenos grupos para elaborar um plano.

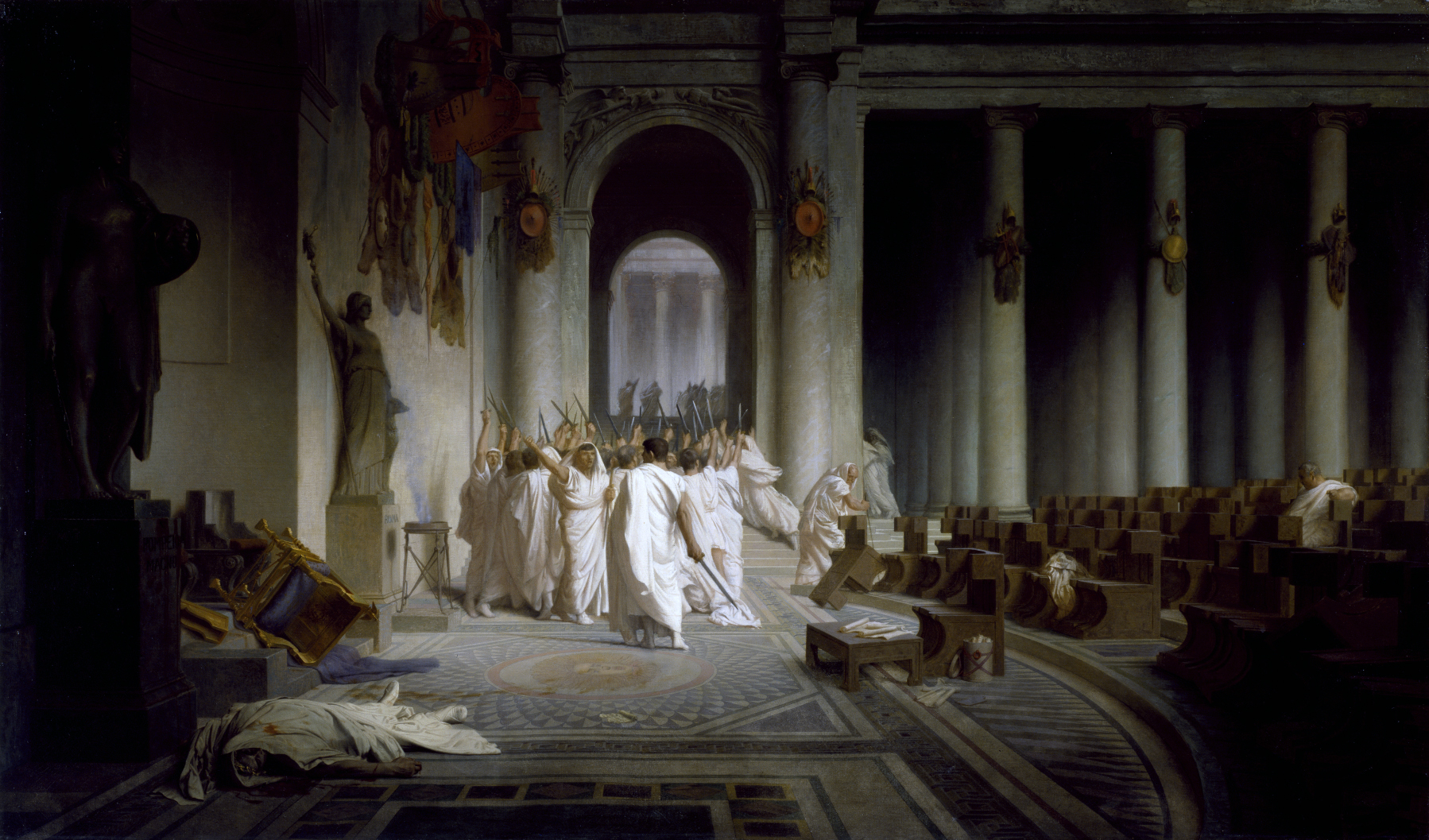
Resultado do ataque com o corpo de César abandonado em primeiro plano, La Mort de César de Jean-Léon Gérôme, c. 1859-1867

Primeiro, os conspiradores discutiram a adição de dois outros homens à conspiração. Cícero, o famoso orador, era da confiança de Cássio e Bruto, e não fazia segredo de que considerava o governo de César opressor. Ele também tinha grande popularidade entre as pessoas comuns e uma grande rede de amigos, o que ajudava a atrair outros para sua causa. No entanto, os conspiradores consideraram Cícero muito cauteloso; naquela época, Cícero tinha mais de sessenta anos e os conspiradores pensaram que ele provavelmente colocaria a segurança acima da velocidade ao planejar o assassinato. Em seguida, os conspiradores consideraram Marco Antônio, de trinta e nove anos e um dos melhores generais de César. Os conspiradores concordaram em tentar recrutá-lo até que Caio Trebônio revelou que havia abordado pessoalmente Antônio no verão anterior e lhe pedido para se juntar a uma conspiração diferente para acabar com a vida de César, o que Antônio recusou. Essa rejeição à velha conspiração fez com que os conspiradores se decidissem contra o novo recrutamento de Antônio.
No entanto, uma nova ideia surgiu. Antônio era forte por causa de sua familiaridade com os soldados e poderoso por causa de seu consulado. Se Antônio não quisesse se juntar a eles, eles deveriam assassinar Antônio também, para que ele não interferisse na conspiração. Eventualmente, esta ideia foi expandida e dividiu os conspiradores em duas facções. Os optimates, os "Melhores Homens" de Roma, entre os conspiradores queriam voltar as coisas como eram antes de César. Isso significaria matar César e todos os homens ao seu redor, incluindo Antônio, e reverter as reformas de César. Os ex-apoiadores de César entre os conspiradores não concordaram com isso. Eles gostavam das reformas de César e não queriam um expurgo dos partidários de César. No entanto, até eles concordaram em matar Antônio.
Bruto discordou de ambos. Ele argumentou que matar César, e não fazer mais nada, era a opção que deveriam escolher. Os conspiradores alegaram estar agindo com base nos princípios da lei e da justiça, disse ele, e seria injusto matar Antônio. Embora o assassinato de César fosse visto como a morte de um tirano, matar seus apoiadores só seria visto como um expurgo politizado e obra dos antigos apoiadores de Pompeu. Ao manter as reformas de César intactas, ambos manteriam o apoio do povo romano, que Bruto acreditava ser contrário ao César rei, mas favorável ao César reformador. Seu argumento convenceu os outros conspiradores e eles começaram a elaborar os planos para o assassinato de César.

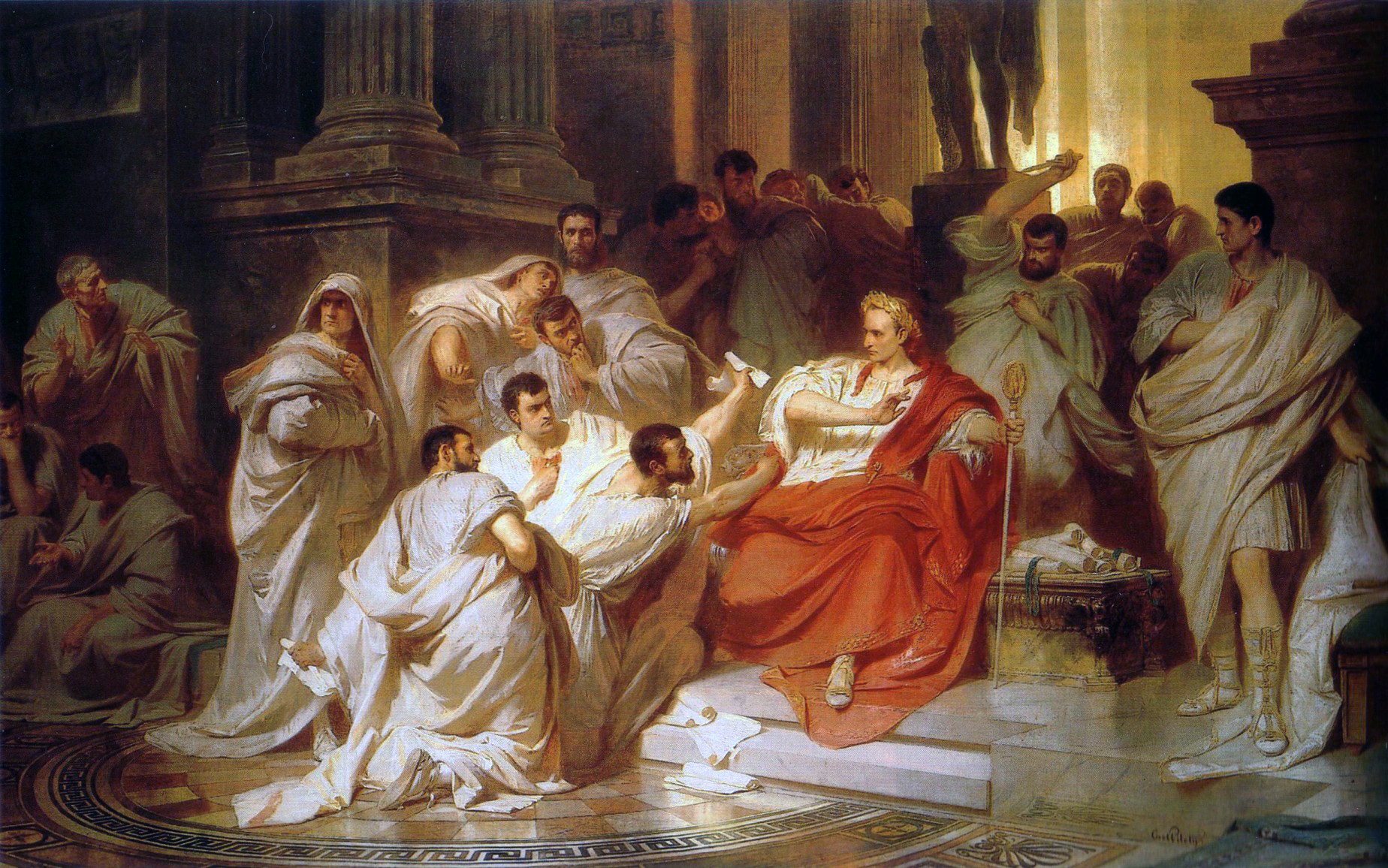
O Assassinato de César por Karl von Piloty, 1865, Museu Estadual da Baixa Saxônia

Os conspiradores acreditavam que a forma e onde eles assassinariam César faria a diferença. Uma emboscada em uma área isolada teria um impacto diferente na opinião pública em relação a um assassinato no coração de Roma. Os conspiradores tiveram várias ideias para o assassinato. Eles consideraram um ataque a César enquanto ele caminhava pela Via Sacra, a "Rua Sagrada". Outra ideia era esperar para atacá-lo durante as eleições para novos cônsules. Os conspiradores esperariam que César começasse a cruzar a ponte que todos os eleitores cruzaram como parte dos procedimentos eleitorais e então o derrubariam na água, onde haveriam outros conspiradores esperando por César com adagas em punho. Outro plano era atacar em um jogo de gladiadores, o que tinha a vantagem de que ninguém suspeitaria de homens armados.
Finalmente, alguém trouxe uma ideia diferente. E se os conspiradores assassinassem César em uma das reuniões do Senado? Todos os outros planos tinham um porém: apesar de César não ter guarda-costas oficiais, ele pedia aos seus amigos para protegê-lo em público. A maioria desses amigos era imponente e de aparência perigosa e os conspiradores temiam que interferissem no assassinato. No Senado isso não seria um problema, já que apenas senadores tinham permissão para entrar. Alguns também disseram que o assassinato de um tirano à vista do Senado não seria visto como uma conspiração política, mas como um ato nobre, feito em nome de Roma. Os conspiradores finalmente escolheram este como o plano escolhido. César deixaria a cidade em 18 de março para embarcar em uma campanha militar contra os getas e os partas. A última reunião do Senado antes dessa data seria no dia 15, Idos de Março, por isso os conspiradores escolheram este como o dia do assassinato.
Nos dias que antecederam os Idos, César não estava completamente alheio ao que estava sendo planejado. De acordo com o antigo historiador Plutarco, um vidente advertiu César de que sua vida estaria em perigo o mais tardar nos Idos de Março. O biógrafo romano Suetônio identifica esse vidente como um Arúspice chamado Espurina. Além disso, em 1º de março, César viu Cássio falando com Bruto no senado e disse a um assessor: "O que você acha que Cássio está fazendo? Eu não gosto dele, ele parece pálido."
Dois dias antes do assassinato, Cássio se encontrou com os conspiradores e disse-lhes que, caso alguém descobrisse o plano, eles deveriam esfaquear a si mesmos.

### Idos de Março

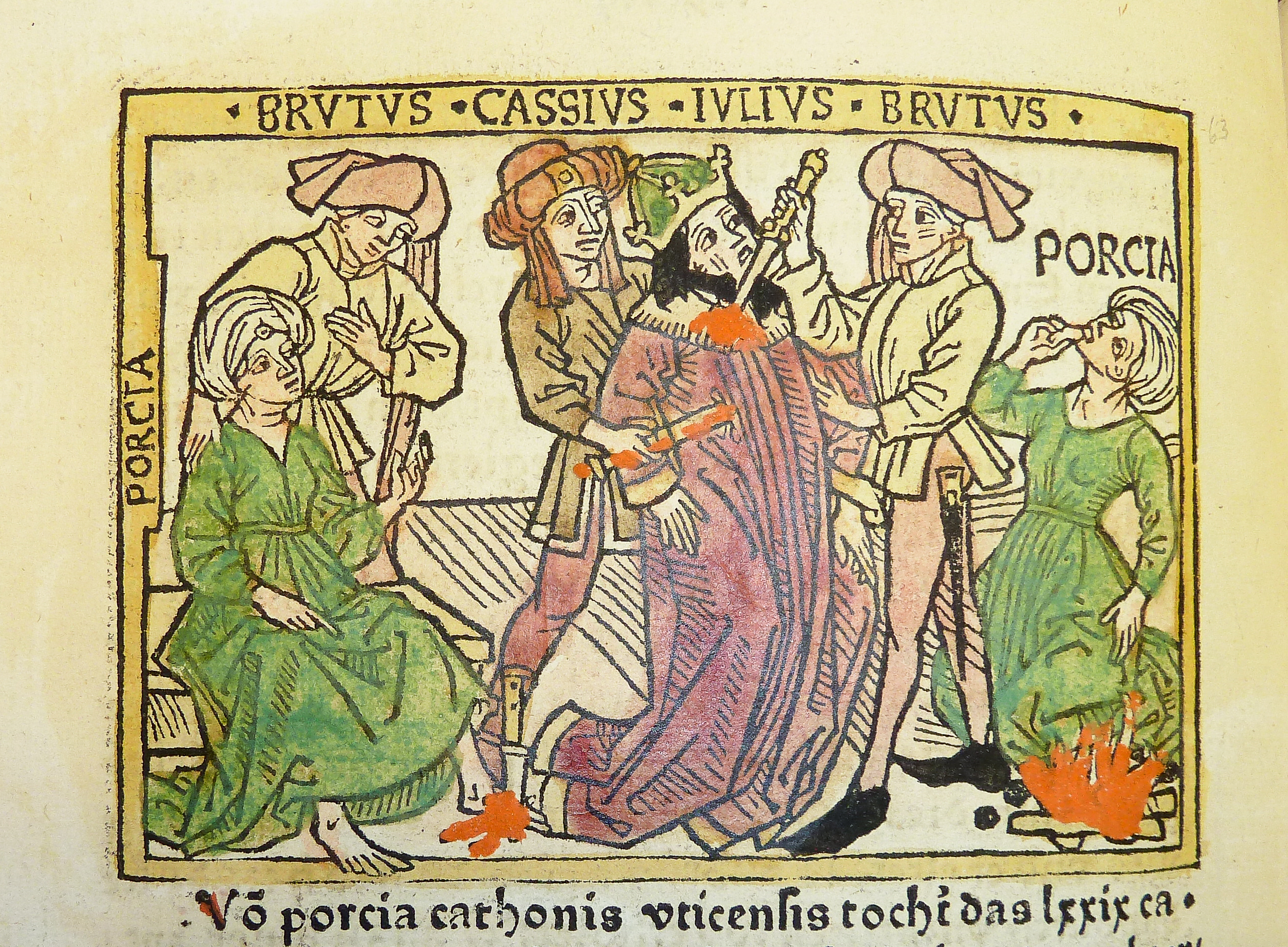
Xilogravura e manuscrito ilustrado por Johannes Zainer, c. 1474

Nos Idos de Março de 44 a.C., conspiradores e não conspiradores se reuniram na Casa do Senado de Pompeu, localizada no Teatro de Pompeu, para a reunião. Normalmente, os senadores se reuniam no Fórum Romano, mas César estava financiando uma reconstrução do local e então os senadores se reuniam em outros locais em Roma, sendo este um deles. Haviam jogos de gladiadores em andamento no Teatro, e Décimo Bruto, que possuía uma companhia de gladiadores, os estacionou no Pórtico de Pompeu, também localizado no Teatro de Pompeu. Os gladiadores poderiam ser úteis aos conspiradores: se uma luta começasse para proteger César, os gladiadores poderiam intervir; se César fosse morto, mas os conspiradores fossem atacados, os gladiadores poderiam protegê-los; e como era impossível entrar no Senado sem passar pelo Pórtico, os gladiadores também podiam bloquear a entrada, caso necessário.

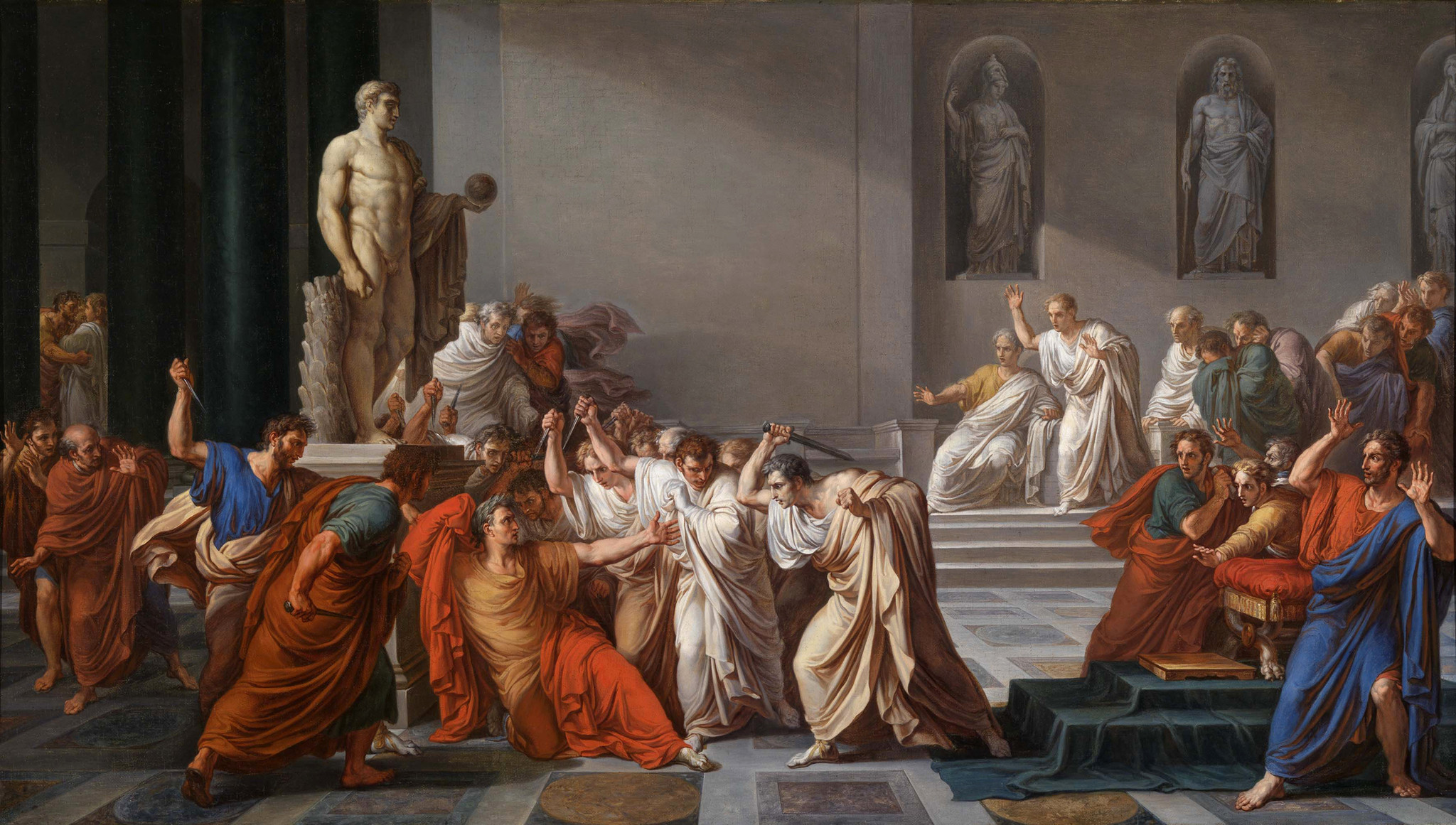
A morte de César por Vincenzo Camuccini, entre 1804 e 1805.

Os senadores esperaram pela chegada de César, mas ele não apareceu. A razão para isso é que, naquela manhã, Calpúrnia, a esposa de César, foi acordada de um pesadelo. Ela sonhou que estava segurando um César assassinado em seus braços e que estava em luto por ele. Outras versões dizem que Calpúrnia sonhou que o frontão frontal de sua casa desabou e que César morreu; outra versão diz que ela sonhou com o corpo de César coberto de sangue. Calpúrnia sem dúvida ouviu os avisos de Espurina sobre um grande perigo para a vida de César, o que ajuda a explicar suas visões. Por volta de 5 horas da manhã, Calpúrnia implorou a César para não ir à reunião do Senado naquele dia. Após alguma hesitação, César concordou. Embora não fosse supersticioso, ele sabia que Espurina e Calpúrnia estavam envolvidos na política romana e decidiu ser cauteloso. César enviou Marco Antônio para demitir o Senado. Quando os conspiradores souberam dessa demissão, Décimo foi à casa de César para tentar convencê-lo a comparecer à reunião do Senado. "O que você diz, César?" Disse Décimo. "Será que alguém da sua estatura prestará atenção aos sonhos de uma mulher e aos presságios de homens tolos?" César finalmente decidiu ir.

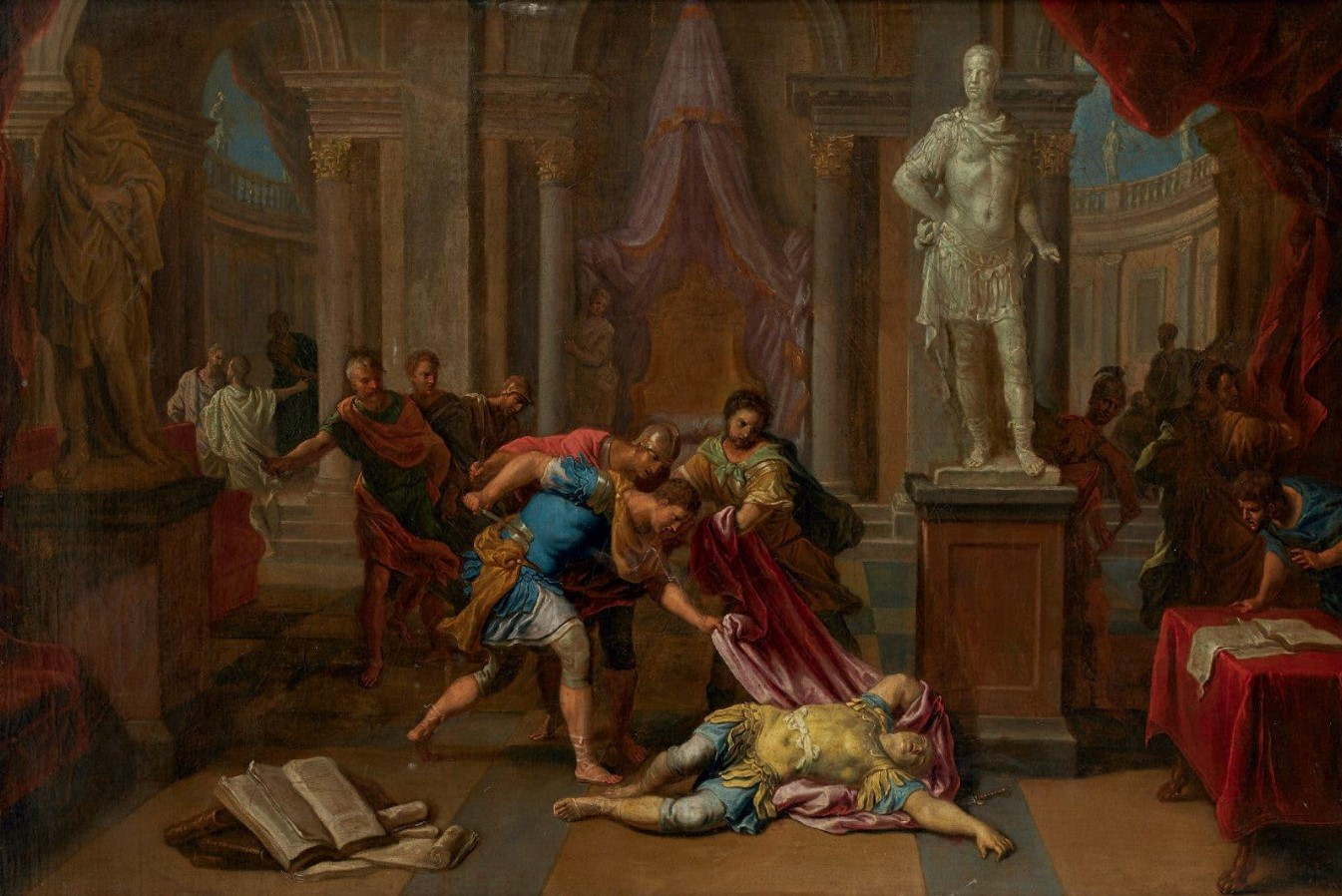
A morte de César por Victor Honoré Janssens, c. Década de 1690

César estava caminhando para o Senado quando avistou Espurina. "Bem, os Idos de Março chegaram!" César gritou de brincadeira. "Sim, os Idos chegaram", respondeu Espurina, "mas ainda não se foram." Marco Antônio começou a entrar com César, mas foi interceptado por um dos conspiradores (Trebônio ou Décimo Bruto) e detido do lado de fora. Ele permaneceu lá até depois do assassinato, quando então fugiu.
De acordo com Plutarco, quando César se sentou, Lúcio Tílio Cimbro apresentou-lhe uma petição para chamar de volta seu irmão exilado. Os outros conspiradores se aglomeraram em volta para oferecer seu apoio. Plutarco e Suetônio dizem que César o dispensou, mas Cimbro agarrou os ombros de César e puxou a toga dele. César então gritou para Cimbro: "Ora, isso é violência!" ("Ista quidem vis est!"). Ao mesmo tempo, Casca sacou sua adaga e deu um golpe de relance no pescoço do ditador. César se virou rapidamente e pegou Casca pelo braço. Segundo Plutarco, ele disse em latim: "Casca, seu vilão, o que você está fazendo?" Casca, assustado, gritou "Socorro, irmão!" (em grego clássico: ἀδελφέ, βοήθει). Em poucos instantes, todo o grupo, incluindo Bruto, estava esfaqueando o ditador. César tentou fugir, mas, cego pelo sangue nos olhos, tropeçou e caiu; os homens continuaram a apunhalá-lo enquanto ele jazia indefeso nos degraus inferiores do pórtico. César foi esfaqueado 23 vezes. Suetônio relata que um médico que realizou uma autópsia em César estabeleceu que apenas um ferimento (o segundo em seu peito que perfurou sua aorta) foi fatal. Este relatório de autópsia (o mais antigo relatório post-mortem conhecido na história) descreve que a morte de César foi atribuída principalmente à perda de sangue por conta das facadas.
César foi morto na base da Cúria de Pompeu, no Teatro de Pompeu. As últimas palavras do ditador são um assunto controverso entre estudiosos e historiadores. O próprio Suetônio diz que ele não disse nada, no entanto, menciona que outros escreveram que as últimas palavras de César foram a frase grega καὶ σύ, τέκνον;" (transliterado como "Kai su, teknon?": "Você também, criança?" em português). Plutarco também relata que César não disse nada, mas que puxou sua toga para a cabeça ao ver Bruto entre os conspiradores. De acordo com Plutarco, após o assassinato, Bruto deu um passo à frente como se fosse dizer algo a seus colegas senadores não envolvidos na trama; eles, no entanto, fugiram do prédio. Bruto e seus companheiros marcharam então pela cidade, anunciando: "Povo de Roma, somos mais uma vez livres!" Eles foram recebidos com silêncio, pois os cidadãos de Roma se trancaram dentro de suas casas assim que os rumores do ocorrido começaram a se espalhar. De acordo com Suetônio, após o assassinato todos os conspiradores fugiram; o corpo de César ficou intocado por algum tempo depois, até que finalmente três escravos comuns o colocaram em uma maca e o carregaram para casa, com um braço pendurado.

## Eventos portentosos
Virgílio escreveu em Geórgicas que vários eventos incomuns aconteceram antes do assassinato de César.
Quem ousa dizer que o Sol é falso? Ele e nenhum outro nos avisa quando uma revolta das trevas ameaça, quando a traição e as guerras ocultas estão ganhando força. Ele e nenhum outro teve pena de Roma no dia em que César morreu, quando ele velou seu esplendor nas trevas e na escuridão, e uma era ímpia temeu a noite eterna. No entanto, nesta hora, a Terra também e as planícies do Oceano, cães e pássaros agourentos que soletram o mal, enviaram sinais que anunciavam o desastre. Quantas vezes diante de nossos olhos o Etna inundou os campos dos Ciclopes com uma torrente de suas fornalhas estouradas, lançando sobre elas bolas de fogo e pedras derretidas. A Germânia ouviu o barulho da batalha varrendo o céu e, mesmo sem precedentes, os Alpes sacudiram com terremotos. Uma voz ecoou pelos bosques silenciosos para que todos ouvissem, uma voz ensurdecedora e fantasmas de palidez sobrenatural foram vistos na escuridão que caía. Horror além das palavras, bestas proferiram fala humana; os rios pararam, a terra se abriu; nos templos, imagens de marfim choravam de tristeza e gotas de suor cobriam estátuas de bronze. Rei dos cursos de água, o Pó varreu as florestas no redemoinho de sua correnteza frenética, carregando consigo sobre o gado e as baias. Nem naquela mesma hora os filamentos sinistros deixaram de aparecer em entranhas sinistras ou o sangue jorrar de poços ou de nossas cidades nas encostas a ecoar a noite toda com o uivo dos lobos. Nunca mais caiu relâmpago de um céu sem nuvens; nunca o brilho alarmante do cometa foi visto com tanta frequência.

## Consequências

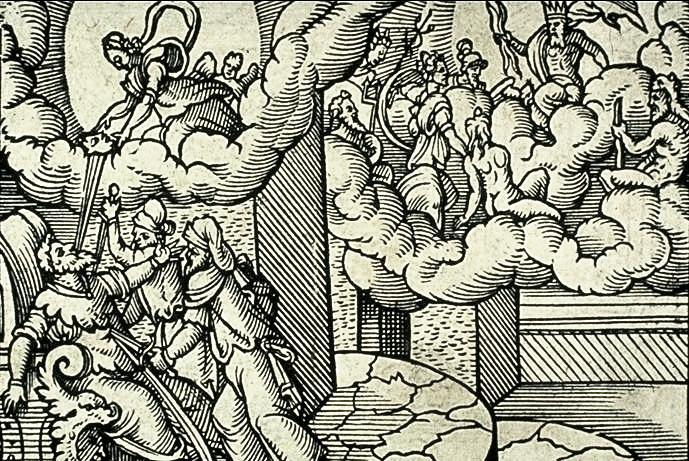
Deificação de Júlio César, uma gravura do século XVI por Virgil Solis ilustrando a passagem de Ovídio na apoteose de César (Metamorfoses 15.745-850)

Uma estátua de cera de César foi erguida no Fórum exibindo as 23 facadas. Uma multidão que se aglomerava ali começou um incêndio, que danificou gravemente os prédios vizinhos. Dois dias após o assassinato, Marco Antônio convocou o Senado e conseguiu chegar a um acordo no qual os assassinos não seriam punidos por seus atos, mas todas as nomeações de César permaneceriam válidas. Ao fazer isso, Antônio provavelmente esperava evitar grandes rachaduras no governo como resultado da morte de César. Simultaneamente, Antônio diminuiu os objetivos dos conspiradores. O resultado imprevisto pelos assassinos foi que a morte de César, na verdade, precipitou o fim da República Romana. As classes baixas romanas, com as quais César era popular, ficaram furiosas porque um pequeno grupo de aristocratas havia sacrificado César. Antônio capitalizou a dor do povo romano e ameaçou os Optimates, talvez com a intenção de assumir o controle de Roma. Mas, para sua surpresa e desgosto, César nomeou seu sobrinho-neto Caio Otávio seu único herdeiro, legando-lhe o nome de César, que era imensamente poderoso, além de torná-lo um dos cidadãos mais ricos da República. Ao saber da morte de seu pai adotivo, Otávio abandonou seus estudos na Apolônia e navegou pelo mar Adriático até Brundísio. Otávio tornou-se Caio Júlio César Otaviano ou Otaviano, filho do grande César, e consequentemente também herdou a lealdade de grande parte da população romana. Otaviano, que tinha apenas 18 anos de idade na época da morte de César, provou ter habilidades políticas consideráveis e, enquanto Antônio lidava com Décimo Bruto no primeiro turno das novas guerras civis, Otaviano consolidou sua posição. Antônio inicialmente não considerou Otávio como uma verdadeira ameaça política devido à sua pouca idade e inexperiência, mas Otávio rapidamente ganhou o apoio e a admiração dos amigos e partidários de César.

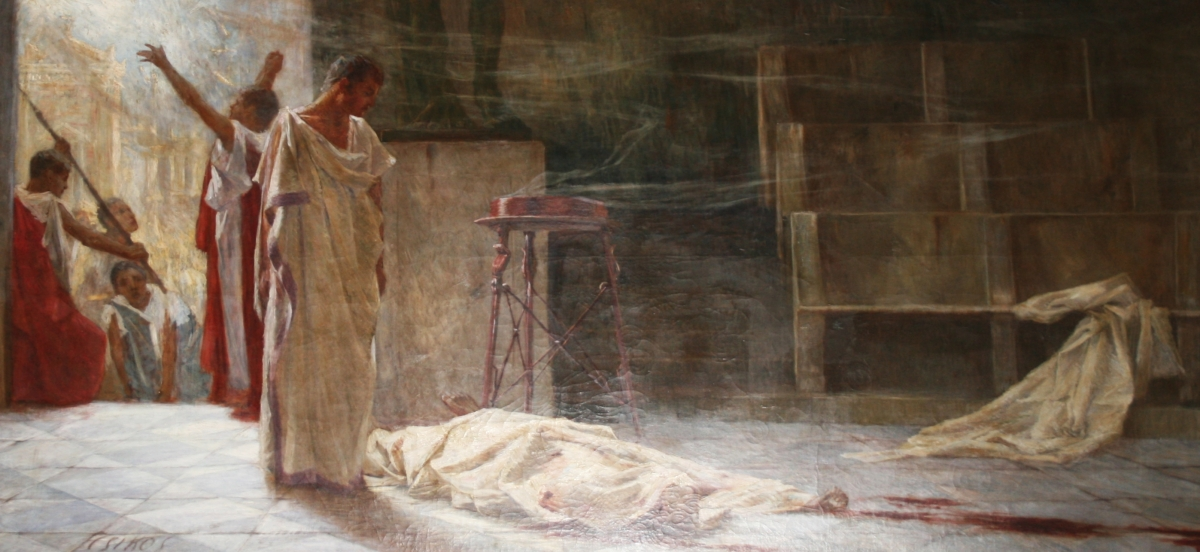
Marco Antônio com o cadáver de César, pintado por Bela Čikoš Sesija, antes de 1920

Para combater Bruto e Cássio, que formavam um enorme exército na Grécia, Antônio precisava de soldados, do dinheiro dos baús de guerra de César e da legitimidade que o nome de César proporcionaria para qualquer ação que tomasse contra eles. Com a passagem da Lex Titia em 27 de novembro de 43 a.C., o Segundo Triunvirato foi oficialmente formado, composto por Antônio, Otaviano e Lépido. Ele formalmente deificou César como Divino Júlio em 42 a.C., e César Otaviano passou a ser "Filho do Divino" (Divi filius). Vendo que a clemência de César resultou em seu assassinato, o Segundo Triunvirato trouxe de volta a proscrição, abandonada desde a época de Sula. O novo regime envolveu-se no assassinato legalmente sancionado de um grande número de oponentes a fim de financiar suas 45 legiões na segunda guerra civil contra Bruto e Cássio. Antônio e Otaviano os derrotaram em Filipos.
O Segundo Triunvirato foi, em última análise, instável e não pôde resistir a invejas e ambições internas. Antônio detestava Otaviano e passava a maior parte de seu tempo no Oriente, enquanto Lépido favorecia Antônio, mas se sentia obscurecido por seus dois colegas. Após a revolta siciliana, liderada por Sexto Pompeu, eclodiu uma disputa entre Lépido e Otaviano sobre a alocação de terras. Otaviano acusou Lépido de usurpar o poder na Sicília e de tentativa de rebelião e, em 36 a.C., Lépido foi forçado ao exílio em Circeo e despojado de todos os seus cargos, exceto o de pontífice máximo. Suas antigas províncias foram concedidas a Otaviano. Antônio, entretanto, casou-se com a amante de César, Cleópatra, com a intenção de usar o fabulosamente rico Egito ptolomaico como base para dominar Roma. Posteriormente, eclodiu uma terceira guerra civil entre Otaviano de um lado e Antônio e Cleópatra do outro. Esta guerra civil final culminou na derrota deste último em Ácio em 31 a.C.; as forças de Otaviano perseguiriam Antônio e Cleópatra até Alexandria, onde ambos se suicidariam em 30 a.C. Com a derrota total de Antônio e a marginalização de Lépido, Otaviano, reestilizado como "Augusto", nome que o elevou à condição de divindade, permaneceu, em 27 a.C., como o único mestre do mundo romano e passou a estabelecer o Principado como o primeiro "Imperador" Romano.

## Lista de conspiradores

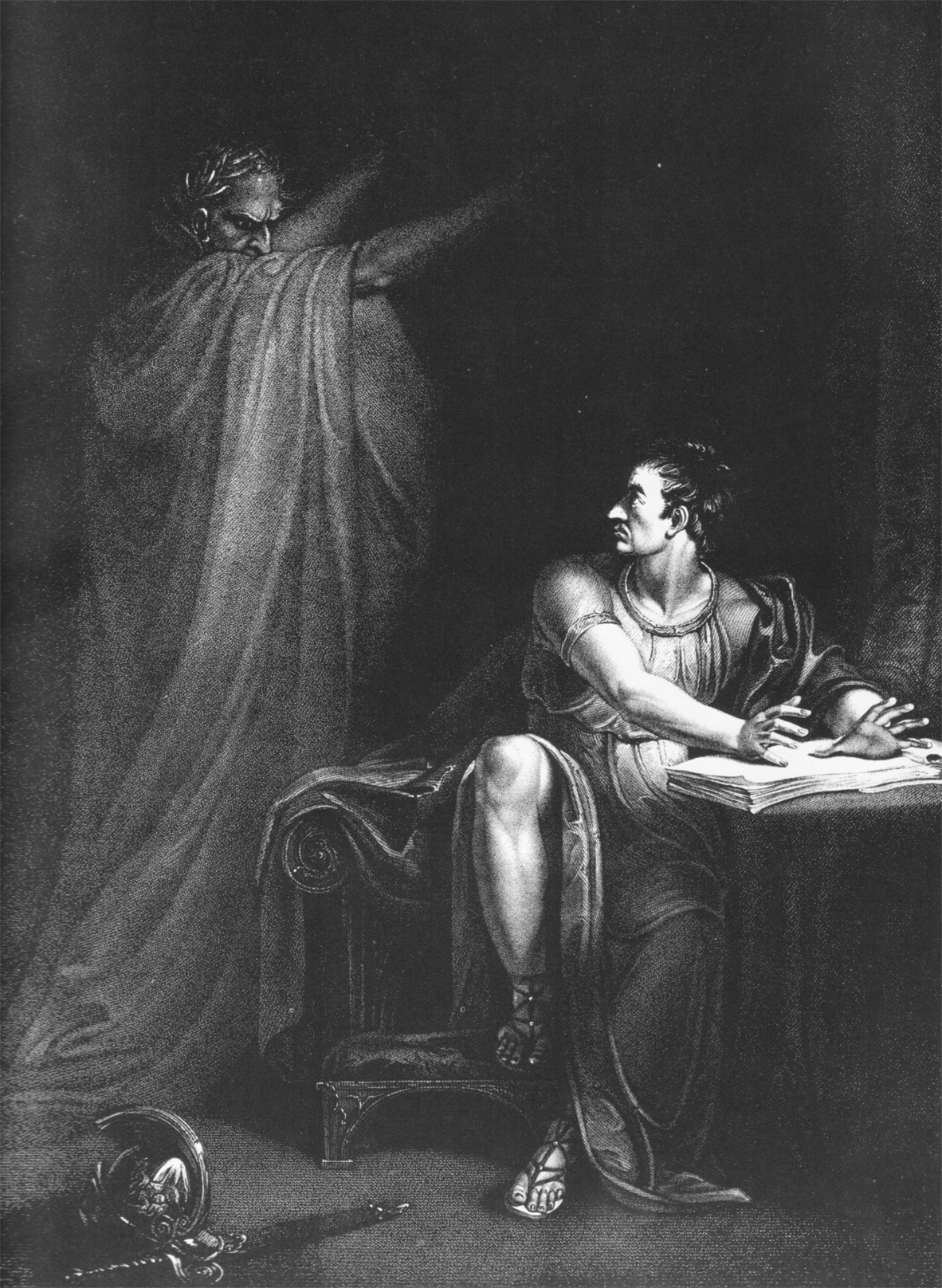
Bruto e o Fantasma de César (1802), gravura em placa de cobre de Edward Scriven de uma pintura de Richard Westall, ilustrando o Ato IV, Cena III, do Júlio César de Shakespeare

Os conspiradores são conhecidos como Liberatores ("Libertadores", em latim). A maioria dos seus nomes se perdeu na história e apenas cerca de vinte são conhecidos. Nada se sabe sobre alguns daqueles cujos nomes sobreviveram. Os membros conhecidos são os seguintes:
- Marco Júnio Bruto, antigo pompeano[79]
- Caio Cássio Longino, antigo pompeano[79]
- Décimo Júnio Bruto Albino, antigo cesariano[80]
- Caio Trebônio, antigo cesariano[80]
- Lúcio Tílio Cimbro, antigo cesariano[80]
- Públio Servílio Casca, antigo cesariano,[80] responsável pela primeira facada
- Servílio Casca, antigo cesariano,[80] irmão de Públio Casca
- Pôncio Áquila, antigo pompeano[79]
- Sérvio Sulpício Galba, antigo cesariano[80]
- Quinto Ligário, antigo pompeano[79]
- Lúcio Minúcio Básilo, antigo cesariano[80]
- Caio Cássio Parmense[81]
- Cecílio, antigo pompeano[79]
- Buciliano, antigo pompeano, irmão de Cecílio[79]
- Rúbrio Ruga, antigo pompeano[79]
- Marco Espúrio, antigo pompeano[79]
- Públio Sexto Naso, antigo pompeano[79]
- Petrônio[81]
- Públio Turúlio[81]
- Pacúvio Labeo[81]

Marco Túlio Cícero não era um membro da conspiração e ficou surpreso com ela. Mais tarde, escreveu ao conspirador Trebônio que gostaria de ter sido "convidado para aquele banquete magnífico" e acreditava que os conspiradores também deveriam ter matado Marco Antônio.